# Día Internacional del Cine Indio
El Día Internacional del Cine Indio fue decretado para celebrarse el 30 de diciembre de cada año con el fin de difundir y promocionar en Latinoamérica y España a la industria del Cine de la India.

## Origen
Por acuerdo de los fanes se acordó escoger un día del año donde se pueda hacer sentir en todo el mundo el gusto por este tipo de películas. Se hizo un sondeo entre los fanes que iniciaron la difusión del Cine Indio en varios países, como también los fanes que se fueron uniendo a este arte del Cine de la India en años posteriores. 
Si bien es cierto hubo varias fechas propuestas, tenía que ser una que no estuviera relacionada con ningún cumpleaños de alguna estrella conocida del Cine de la India (esto para evitar favoritismos) y se requería que fuera un día cercano a algún feriado o día festivo que se celebre a nivel mundial. En un principio se eligió el 31 de diciembre, pero fue descartado luego, ya que en este día la mayoría hace planes para la celebración del Año Nuevo. Así es que, como tenía que ser un día cercano a un feriado (es decir al 1 de enero) se eligió el 30 de diciembre como fecha ideal, además que esta celebración podía extenderse hasta la misma fiesta de fin de año.

## Ediciones
Desde el 2009 hasta el año 2022 se han celebrado 14 Ediciones. Este 2023 se celebrará la 15.ª edición.